# نیدرفل
نیدرفل (به آلمانی: Niederfell) یک شهر در آلمان است که در ماین-کبلنتس واقع شده‌است. نیدرفل ۱٬۰۶۴ نفر جمعیت دارد.